# سگیبیوو
سگیبیوو (به لاتین: Sgibeyevo) یک منطقهٔ مسکونی در روسیه است که در استان آمور واقع شده‌است.